# Dolaşlar, Bayramören
Dolaşlar là một xã thuộc huyện Bayramören, tỉnh Çankırı, Thổ Nhĩ Kỳ. Dân số thời điểm năm 2010 là 71 người.